# Iolanda Cintura
Iolanda Maria Pedro Campos Cintura Seuane (sinh ngày 24 tháng 10 năm 1972) là một nhà hóa học và chính trị gia người Mozambique, từng giữ chức Bộ trưởng Phụ nữ và Xã hội từ năm 2010 đến 2014 và là thống đốc của thủ đô Maputo từ năm 2015.

## Cuộc sống ban đầu và giáo dục
Cintura sinh ngày 24 tháng 10 năm 1972 tại Vila Pery (nay là Chimoio), tỉnh Manica. bà học trường tiểu học ở Beira trước khi chuyển đến Maputo để học trung học. bà học ngành hóa học tại Đại học Eduardo Mondlane, tốt nghiệp năm 1999. bà cũng nhận được chứng chỉ quản lý nhiên liệu từ Viện Dầu khí Na Uy (1999), quan hệ năng lượng từ Bộ Năng lượng Hoa Kỳ (2001) và quản lý từ Đại học Sư phạm Maputo (2007) và 2011).

## Sự nghiệp
Cintura là thành viên của Mặt trận Giải phóng Mozambique và giữ nhiều vị trí khác nhau trong Bộ Năng lượng từ năm 2000 đến năm 2010  Vào ngày 15 tháng 1 năm 2010, bà được Tổng thống Armando Guebuza bổ nhiệm vào nội các. Trong khả năng này, bà đã tuyên bố với Ủy ban Liên hợp quốc về tình trạng phụ nữ ở thành phố New York năm 2012. Vào tháng 4 năm 2013, bà đã tổ chức cuộc họp của các bộ trưởng chịu trách nhiệm về giới của Cộng đồng phát triển Nam Phi và các vấn đề của phụ nữ trong Maputo.
Sau cuộc bầu cử tổng thống năm 2014, Filipe Nyusi đã không giữ Cintura trong nội các, nhưng vào tháng 1 năm 2015 đã bổ nhiệm bà làm thống đốc Maputo.
Cintura là thành viên của Hội đồng AIDS quốc gia từ năm 2010 và là chủ tịch của Hội đồng quốc gia vì sự tiến bộ của phụ nữ.

## Cuộc sống cá nhân
Cintura kết hôn với Mário Seuane và có hai con.